# Scapolarcoracoide
Lo scapolarcoracoide (o scapulocoroacoide) è l'unità della cintura pettorale che contiene il coracoide e la scapola. Il coracoide stesso è un osso a forma di becco che si trova comunemente nella maggior parte dei vertebrati, con poche eccezioni. L'omero è collegato al corpo tramite la scapola, e anche la clavicola è collegata allo sterno tramite la scapola.
I mammiferi teri sono sprovvisti di scapolarcoracoide.